# Citocrom P450

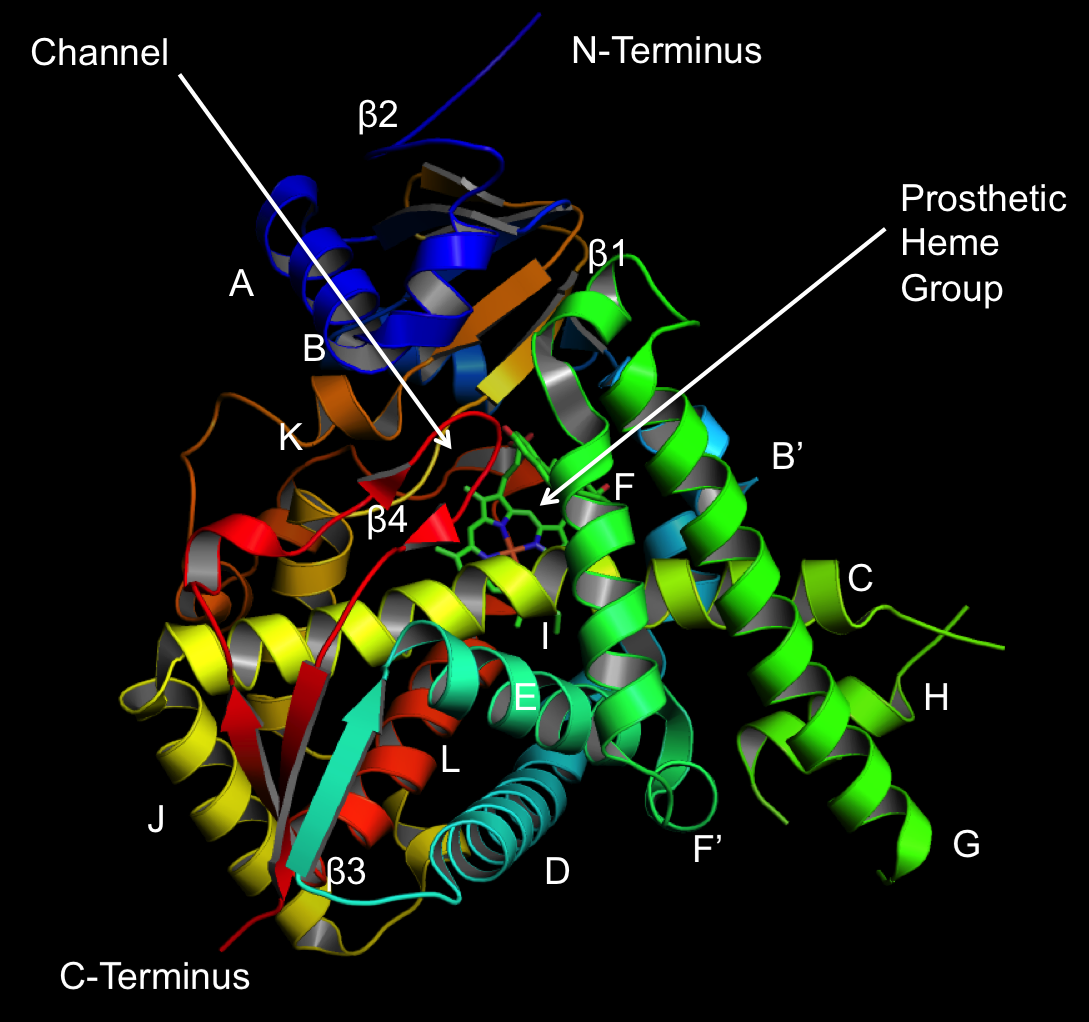
Structura lanosterol-14α-demetilazei (CYP51)

Termenul de citocrom P450 face referire la o superafamilie de proteine enzime ce conțin hemul ca și cofactor (deci sunt hemoproteine). Acest tip de proteine au fost identificate în toate tipurile forme de viață: animale, plante, fungi, bacterii, archebacterii, chiar și în virusuri. Totuși, nu toate organismele vii conțin citocrom P450; de exemplu, aceste proteine nu au fost întâlnite în celula de Escherichia coli. Sunt cunoscute mai mult de 50 000 de proteine P450.